# Трифторид-оксид азота
Трифтори́д-окси́д азо́та (окси́д трифторами́на) — неорганическое соединение с формулой NOF3, бесцветный газ, не растворяется в воде.

## Получение
- Реакция трифторида азота с кислородом в электрическом разряде при низкой температуре:

{\displaystyle {\mathsf {2NF_{3}+O_{2}\ {\xrightarrow {-196^{o}C}}\ 2NOF_{3}}}}
- Фторирование фторида нитрозила:

{\displaystyle {\mathsf {(NO)F+F_{2}\ {\xrightarrow {}}\ NOF_{3}}}}

## Физические свойства
Трифторид-оксид азота — бесцветный газ, не растворяется в воде (гидролиза нет).

## Химические свойства
- При нагревании разлагается:

{\displaystyle {\mathsf {NOF_{3}\ {\xrightarrow {300^{o}C}}\ (NO)F+F_{2}}}}
- Незначительно и обратимо гидролизуется водой:

{\displaystyle {\mathsf {NOF_{3}+2H_{2}O\ \rightleftarrows \ HNO_{3}+3HF}}}
- Реагирует с щелочами:

{\displaystyle {\mathsf {NOF_{3}+4NaOH\ {\xrightarrow {}}\ NaNO_{3}+3NaF+2H_{2}O}}}
- Является сильным окислителем и фторирующим агентом:

{\displaystyle {\mathsf {NOF_{3}+Cl_{2}\ {\xrightarrow {}}\ 2ClF+(NO)F}}}
{\displaystyle {\mathsf {NOF_{3}+2NO\ {\xrightarrow {}}\ 3(NO)F}}}
{\displaystyle {\mathsf {2NOF_{3}+4NO_{2}\ {\xrightarrow {}}\ 2(NO)F+4(NO_{2})F}}}